# 迈迪耶尔
迈迪耶尔（法語：Maidières，法語發音：[mɛdjɛʁ]）是法国默尔特-摩泽尔省的一个市镇，属于南锡区。

## 地理
迈迪耶尔（48°53'59"N, 6°2'17"E）面积1.81 平方千米，位于法国大東部大區默尔特-摩泽尔省，该省份为法国东北部内陆省份，是洛林的一部分，北邻比利时、卢森堡，北起顺时针与摩泽尔省、下莱茵省、孚日省和默兹省接壤。
与迈迪耶尔接壤的市镇（或旧市镇、城区）包括：布莱诺莱蓬塔穆松、蒙托维尔、蓬塔穆松。

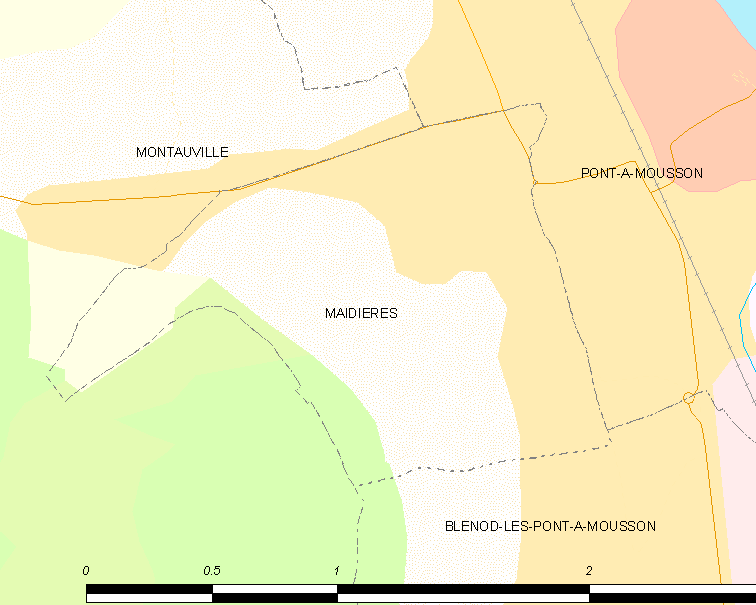
迈迪耶尔的OSM定位图

迈迪耶尔的时区为UTC+01:00、UTC+02:00（夏令时）。

## 行政
迈迪耶尔的邮政编码为54700，INSEE市镇编码为54332。

## 政治
迈迪耶尔所属的省级选区为蓬塔穆松县。

## 人口

1962-2008年间迈迪耶尔人口变化图示

迈迪耶尔于2022年1月1日时的人口数量为1495人。